# Vince Penza
Vince Penza (né à Canfield) est un joueur américain de football américain universitaire.

## Carrière

### Université
En 2010, Penza commence à jouer pour les Rockets de Toledo comme punter et fait cinquante-six punt lors de sa première saison, dont un de soixante-cinq yards.